# Taj Smith
Tajiddin M. Smith (30 de setembro de 1983, Newark, New Jersey) é um ex jogador de futebol americano que atuava na posição de wide receiver na National Football League. Smith jogou futebol americano universitária pela Syracuse University. 

## NFL

### Green Bay Packers
Taj Smith foi para o Green Bay Packers como undrafted free agent em 2008. Jogando na pré-temporada ele fez 2 recepções para 23 jardas. No dia 30 de agosto ele foi dispensado.

### Indianapolis Colts
Smith assinou então um contrato com o Indianapolis Colts e acabou indo para o practice squad em setembro de 2008. Em dezembro, os Colts o despensaram mas pouco tempo depois ele voltou para o time de Indiana. Smith renovou seu contrato com os Colts no dia 5 de janeiro de 2009.
Ele ainda não atuou em nenhuma partida como profissional durante uma temporada regular da NFL.
Em 6 de setembro de 2009, Taj Smith foi cortado dos Colts mas no dia seguinte voltou para o time indo para o practice squad.
Smith foi preso em 1 de janeiro de 2010 por dirigir sob o efeito do álcool.
Ele foi dispensado pelo time pouco antes do começo da temporada de 2011.